# Derby (paardenrace)

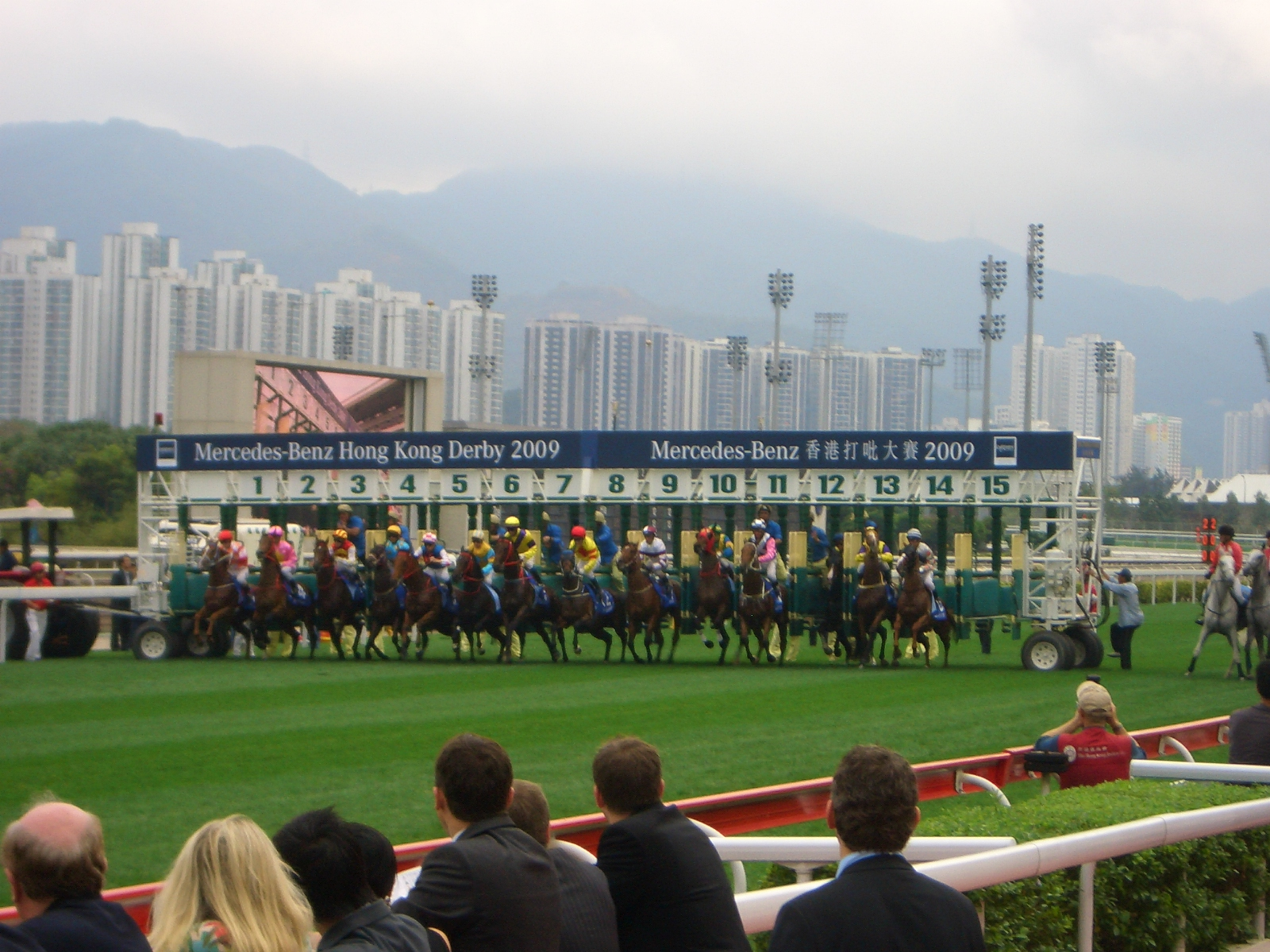
De start van de Hong Kong Derby in 2009

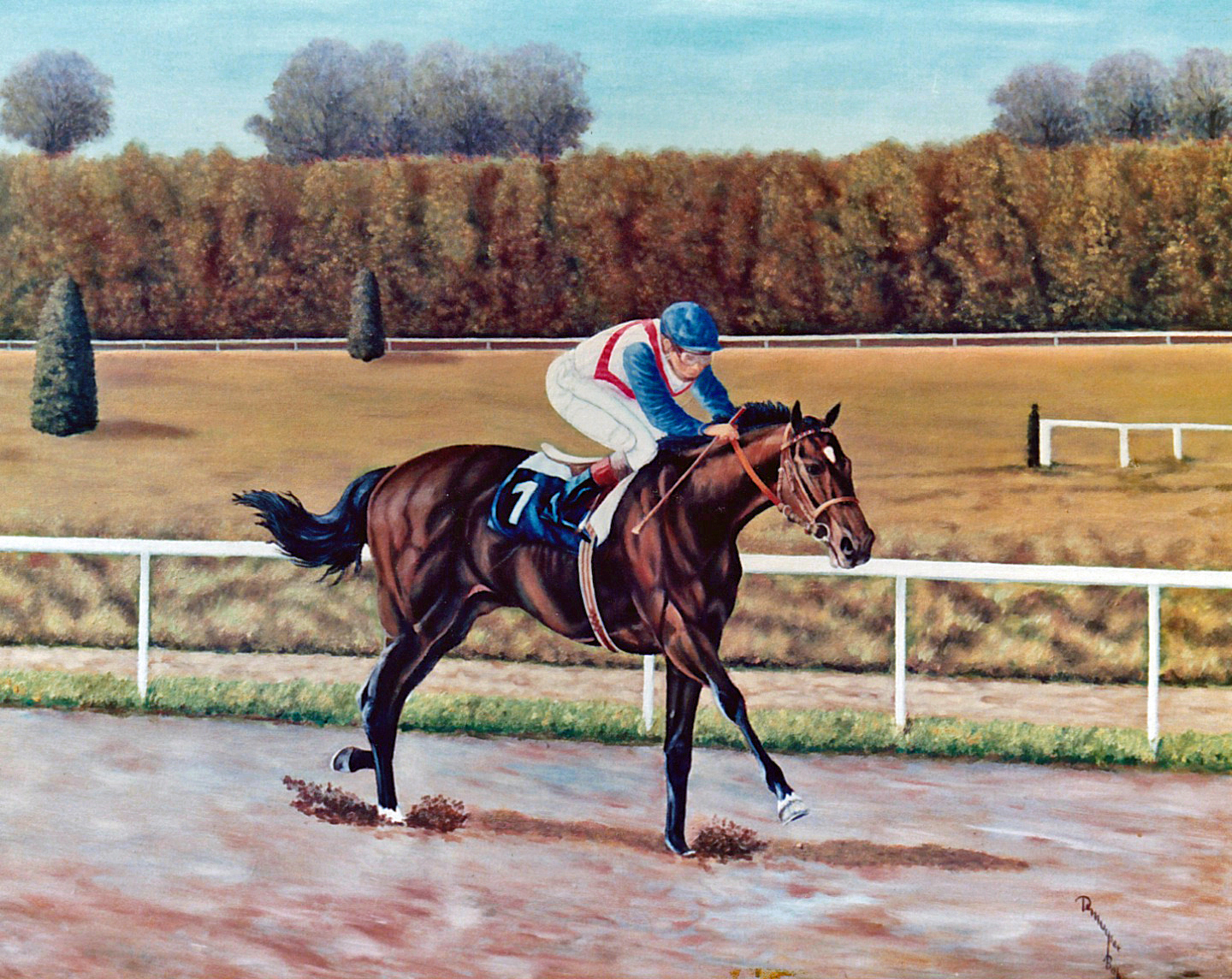
Wouter Raaphorst winnaar van de Dutch Derby in 1983, geschilderd door Bob Demuyser (1920-2003)

Een derby is een bepaald soort galoprace voor paarden.
Dit soort races werd genoemd naar de Epsom Derby, die nog steeds gelopen wordt op Epsom Downs Racecourse bij Epsom. Deze paardenrace is op zijn beurt vernoemd naar Edward Smith-Stanley, 12e graaf van Derby, die de eerste race inwijdde in 1780. Het bekendste voorbeeld in de Verenigde Staten is de Kentucky Derby.
Het begrip 'derby' heeft sinds haar ontstaan meer en ruimere betekenis gekregen. Zo kan het gebruikt worden voor verschillende soorten wedstrijden binnen de paardensport. Ten minste in Duitsland bestaan er naast de echte galopderby's, ook derby's binnen de drafsport, het springen, de dressuur en de mensport.
In andere soorten van sport heeft het begrip 'derby' een specifieke betekenis gekregen als een wedstrijd tussen twee teams uit dezelfde stad of regio.